# Rat's Hole Custom Show
De Rat’s Hole Custom Show is een show tijdens de "Daytona Beach Bike Week". 
Hierbij worden de mooiste choppers en rat bikes geshowd in de klassen Antique class, Café Class, Full dresser, Most unusual class en Street racer. Ook wel Rat’s Hole Hogfest genoemd.
De show wordt georganiseerd door Big Daddy Rat, de eigenaar van een accessoireswinkel in Daytona, die in werkelijkheid Karl Smith heet.